# Anas Barakat el Baz
Anas Barakat el Baz, född 1874, död 1929, var en libanesisk läkare. 
Hon spelade en pionjärroll som kvinnlig läkare i Libanon. Hon utbildade till läkare på University of Detroit Michigan School of Medicine. Hon specialiserade sig på gynekologi, arbetade i ett år efter att ha avslutat sina studier i USA, och återvände sedan till Libanon 1907.